# 積立投資
積立投資（つみたてとうし）とは、主に投資信託を購入する際の投資方法。
同一の金融商品、例えば投資信託を毎月一定額（自分で決めた額）決まった日に買い付けていく方法。ドル・コスト平均法とも呼ばれる。

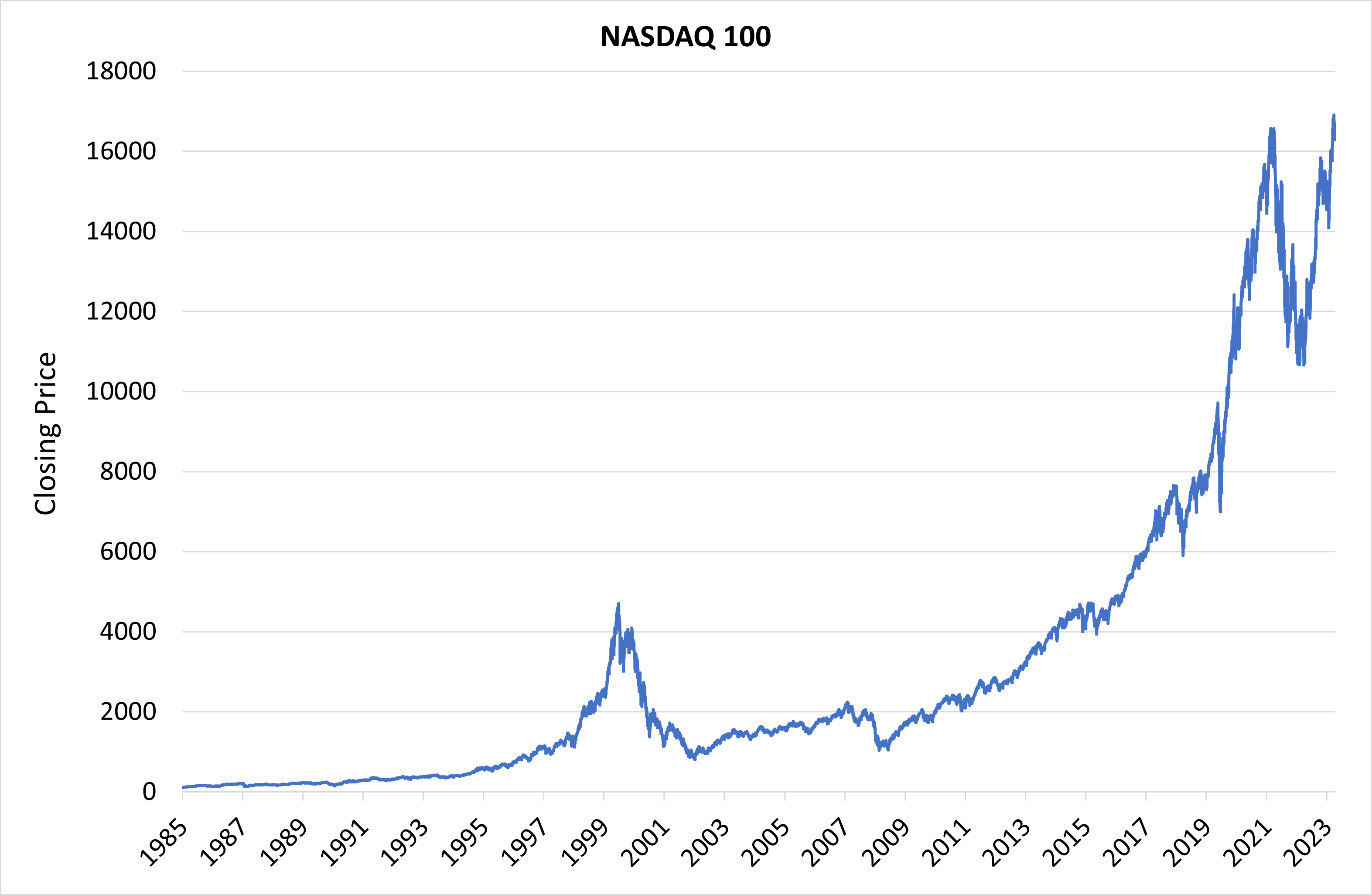
ナスダック100指数の推移

## 概要

### 下落局面での強み
歴史上最悪の暴落とされる世界恐慌（1929年）の際に、S&P500指数が元の水準に回復するまで２５年１ヵ月もの時間を要するが、積立投資を続ければ３年９ヵ月で利益が出始める。
なお、インフレターゲットを導入している国発のバブル経済による金融危機は起きていない。

## メリット・デメリット

### ドル・コスト平均法（時間分散）による経済的効果
特に初めて投資を始めるなどの場合、投資による運用損失の可能性は、投資家が二の足を踏む要因になる可能性がある。しかし積立投資を初めて最初の12か月（毎月１回買付を行うと仮定）の間に市場環境が下落した場合、より安い価格で追加投資を行うことになるため、投資開始時点で一括投資を行うよりも平均取得価格が下がる。つまりより安く買えることになる。、金融商品（証券）に限らず価格の変動するものの購入に対しては同じ考え方ができる。よって、中長期にわたり買い付けていく場合は、この時間分散は効果的な方法といえる。ただし最終的には投資している金融商品で運用益がでなければ損失を被るだけなので、長期的に右肩上がりの金融商品に投資をすることが必須となる。

### 少額から始めることが出来る
これは投資信託のメリットと重複するが、投資信託の積立投資はより少額から利用できることが多い。いくつかのネット証券では、一回当たり500円程度から積立投資を行うことが出来るので、各投資家が自分に合った金額を拠出することが出来る。ただし毎月500円で積立投資をしたとしても、仮に30年積立投資をした際の元本は18万円にとどまり、これに運用益が加わったとしても老後の資産形成などのためには心もとない。積立投資を始めるにあたって、お試しで500円からというのは十分に考えられるが、最終的には将来必要とするキャッシュフローや毎月拠出出来る投資資金などのバランスを見たうえで、適切な投資金額を計算することが望ましい。

### 自動引き落としによる収益性の確保
積立投資は、自動積立定期預金などを同じく、決めた期間ごとに一定額が自動的に金融機関の預金口座などから引き落とされ、あらかじめ決めて置いた投資信託を買い付ける。そのため自ら買い付けに行く場合とことなり、買い忘れたりすることがない。引き落とし先の預金口座に資金がある限り、自動的に買い付けが行われるので、忘れていても自動的に投資が行われる。忙しい人や勤労者層などには便利な投資方法と言えよう。

### より早く投資を始める効果
原理原則として投資で得る収益は、株式であれば投資先企業の収益拡大による株価上昇や配当による収益、債券であれば貸付資金への利子や償還金が基である。この考え方からいえば投資収益をより高めるためには、より大きな金額を投資するか、より長い期間投資を行うことが考えられる。そのため資産形成層が積立投資を利用する場合には、まとまったお金ができてから投資を始める場合よりも、より早く、そして少しでも大きな金額を投資することにつながる。例えば30年の投資期間があったとして、10年ごとに貯金してから投資をするよりも、すぐに積立投資を初めて30年間投資を続けるほうが理論としての投資収益は大きくなるはずである。
※なお、いかなる投資においても同様だが、上記の理論も理論であって、実際には市場環境の変動により理論通りではない場合もある。

### 途中で自由にやめることが出来る
自動積立定期預金などとの比較になるが、投資信託の積立投資の場合は途中解約に対するペナルティは特にない。積立投資を続けながら必要とする一部金額を解約すること自体もできるし、積立投資を止めるとともにすでに投資した資金をすべて解約することもできる。ただし後述の通り、投資信託などは価格が変動する金融商品であるため、預金などとは異なりその時点での時価で解約することとなる。その時に運用益が出ていれば利益を手にすることができるが、運用損が出ていれば元本を毀損して損失を被ることは理解する必要がある。

### 損失を被ることがある
積立投資も金融商品への投資である以上、市場環境の変動やそのほかの理由により、運用益ばかりではなく運用損失を被ることもある。積立投資をすればなんでも儲かるわけではないということは理解する必要がある。

### 買値が分かりにくい
積立投資は価格が逐次変動する金融商品に対して定期的に追加投資を行うため、平均取得価格が変化する。そのため例えば日経平均株価に連動する投資信託に投資を行っていたとしても、自分の平均取得価格が変わり続けるため、現時点で運用益が出ているのか、運用損が出ているのかわかりにくい。契約している金融機関の口座にログインして確認すればよいのだが、一括投資に比べれば自分の運用損益が分かりにくいともいえる。この点を逆手に取れば、自分の平均取得価格が分かりにくいので、逆に投資している金融商品の価格が上下しても、一喜一憂せずにすむ、という考え方もできうる。

## 購入方法
証券会社（金融商品取引業者）、銀行、金融商品仲介業者で利用することができる。投資信託を扱う金融機関、金融業者であれば、2017年現在殆どの場合積立投資を利用することが出来ると思われるが、積立投資を始めるために金融機関に口座を作る場合などは、先に確認することが望ましい。

## つみたてNISA
つみたてNISAは、非課税期間20年、投資上限を年40万円とする積立専用のNISA（少額投資非課税制度）である。